# Mindoromerel
De mindoromerel (Turdus mindorensis) is een zangvogel uit de familie Turdidae (lijsters). Eerder werd deze vogel beschouwd als een ondersoort van de eilandmerel (T. poliocephalus).

## Verspreiding en leefgebied
Deze vogel komt voor in de bergen van het Filipijnse eiland Mindoro.